# 河丸慎
河丸 慎（かわまる しん、1月10日 - ）は、日本の漫画家。北海道札幌市在住。血液型はO型。1998年12月、『デラックス別冊少女コミック』（小学館）1999年2月5日号に掲載の「KISS」でデビュー。以後、『デラックスベツコミ』などで活躍。

## 作品リスト
- あまい秘密 あまい刺激（2003年、『デラックスベツコミ』、小学館） - 同名短編集に収録
- Dr.シリーズ（『デラックスベツコミ』）
  - キス・ミー Dr.（2003年） - 同名短編集に収録
  - Dr.は甘いキスをする（2005年）
  - Dr.はそっと抱きしめる（2006年）
  - Dr.はいじわるなキスで（2007年）
  - Dr.の触れる指先（2010年）
  - Dr.の恋は優しく（2012年）
- すき♥はに〜Scandalous Honey〜（2004年、『ベツコミ』、小学館）
- この胸いっぱいの愛を（2005年）※梶尾真治原作
- ヒミツ、ヒミツ（2007年）
- メガネ男子倶楽部シリーズ（『ベツコミ』）
  - （秘）メガネ男子倶楽部（2007年）
  - （萌）メガネ男子倶楽部（2009年）
  - （蜜）メガネ男子倶楽部（2011年）
- 鳳凰学園執行部（2008年）
- 蜜・愛ホスト塾（2008年、『デラックスベツコミ』）
- 魔女の恋は禁断と背徳で作られる（2010年、『モバイルフラワー』）
- メガ∞コレシリーズ（『デラックスベツコミ』）
  - メガ∞コレ（2013年 - 2015年）
  - メガ∞コレ 先生とメガネと、イケないキス（2016年）
- おはよう、おやすみ、あいしてる。（2017年 - 2020年、『デラックスベツコミ』）
- 矢野准教授の理性と欲情（2017年 - 2022年（不定期連載）、『＆フラワー』）
- スーツに性癖（『ベツフラ』2020年1号[1]、2020年5号[2]、2020年9号[3] - ）
- 名もなき魔物と二人の騎士〜そして婚約者は困惑する〜（『デラックスベツコミ』2025年8月号増刊[4] - ）